# 捻转补泻
捻转补泻是一種針灸技法，在《灵枢·官能》中被较为详细的提到。泻法时用“切而转之”，补法时用“微旋”。两者比较，泻法转动针身的时候，用力较重、角度较大且速度也较快。而补法就正好相反，这说明捻转法之中也有徐疾之分。在《灵枢·官能》中提到，捻转的泻法一定要与针的疾进徐出同用，才能使“其（经）气乃行”，“气出乃疾”。同样捻转的补法一定要与针的“徐推”、“疾出”同用，才能使“真气乃存”。这也充分说明了补泻手法的核心是徐疾的提插法，捻转只是协同提插完成引阳气入深，引邪气外达的补泻方法。
其实捻转补泻的方法也受到针具的影响。在《内经》中对于此针法只有“转针”和“微旋”的记载，因为当时的毫针针柄为扁四棱形，操作时不可能来回转动，只能在180°一下的微旋或转动针身。到宋代，毫针的针柄制成了圆柱形，用手指搓动针柄使针身更大角度的旋转成为可能，从而促使了捻转针法的发展。而到元代《针灸指南》明确提出“捻针”的概念。而《标幽赋》中更加明确指明左捻为补，右捻为泻，而这种方法在元代时期很受欢迎，但在进出针和催气时捻转则不可分左右。捻转不可以只以平面转动为主，更应结合针身的上下提插才能达到最终效果。